# Bernhard Jasper
Bernhard Jasper (* 18. November 1972 in Tiengen am Hochrhein, Baden-Württemberg) ist ein deutscher Kameramann und Regisseur.

## Leben
Im Alter von 23 Jahren, nachdem er mehrere Kurzfilme gedreht hatte, bestand Jasper die Aufnahmeprüfung für die Filmakademie Ludwigsburg, wo er Regie und Kamera studierte. Während seines Studiums spezialisierte er sich auf bildgestaltende Kamera (Director of Photography) und erhielt die Möglichkeit, in der Filmbranche Fuß zu fassen. Er drehte zahlreiche Werbespots und Musikvideos für bekannte Musikacts und Unternehmen. Nach seinem Abschluss im Jahr 2001 drehte er seinen ersten Fernsehfilm. Seitdem war er Kameramann bei 19 Fernsehproduktionen und 25 Kinofilmen, von denen die meisten zu den erfolgreichsten deutschen Kinofilmen zählen.
Er arbeitete unter anderem an „Open Water 2“ und „Life, Above All“, das 2011 auf der Shortlist für die Oscars stand. Für beide Staffeln der ersten deutschen Amazon-Serie „You Are Wanted“ (2017–2019) war Bernhard sowohl für die Kameraarbeit als auch für die Regie verantwortlich. 2021 übernahm er die Bildgestaltung (Director of Photography) für Zack Snyders „Army of Thieves“, der unter der Regie von und mit Matthias Schweighöfer entstand und der fünfthäufigst gesehene Netflix-Film des Jahres war. Sein neuester internationaler Film „Lift“, eine Netflix-Produktion mit Gugu Mbatha-Raw, Kevin Hart, Sam Worthington und Jean Reno, unter der Regie von F. Gary Gray, war 2024 der zweithäufigst gesehene Film. Nachdem er bei der Verfilmung der Teile 2 und 3 der Kinderbuchreihe „Die Schule der magischen Tiere“ als Kameramann eingesetzt war, führt er im vierten Teil Regie.
Jasper hat eine gemeinsame Tochter mit seiner Lebensgefährtin Luise Bähr. Bernhard Jasper ist der Bruder des Extrembergsteigers Robert Jasper.

## Filmografie (Auswahl)
- 2001: Die Großstadt-Sheriffs
- 2001: Ein Yeti zum Verlieben
- 2002: Kubaner küssen besser
- 2003: Geheimnisvolle Freundinnen
- 2004: Folgeschäden
- 2004: Kleinruppin forever
- 2004: Ratten 2 – Sie kommen wieder!
- 2005: Meine verrückte türkische Hochzeit
- 2005: Tsunami
- 2006: Die Pathologin – Im Namen der Toten
- 2006: Open Water 2 (Open Water 2: Adrift)
- 2008: Morgen, ihr Luschen! Der Ausbilder-Schmidt-Film
- 2008: Pizza und Marmelade
- 2009: Salami Aleikum
- 2010: Geliebtes Leben
- 2010: Rock It!
- 2011: Vorstadtkrokodile 3
- 2011: What a Man
- 2012: Die Vampirschwestern
- 2012: Fünf Freunde
- 2013: Fünf Freunde 2
- 2013: Schlussmacher
- 2014: Vaterfreuden
- 2014: Männerhort
- 2015: Der Nanny
- 2016: Der geilste Tag
- 2017: Mein Blind Date mit dem Leben
- seit 2017: You are Wanted
- 2018: 100 Dinge
- 2021: Catweazle
- 2021: Army of Thieves
- 2021: Fly
- 2022: Die Schule der magischen Tiere 2
- 2024: Lift
- 2024: Die Schule der magischen Tiere 3
- 2025: Die Schule der magischen Tiere 4